# De rika blir rikare och de fattiga fattigare

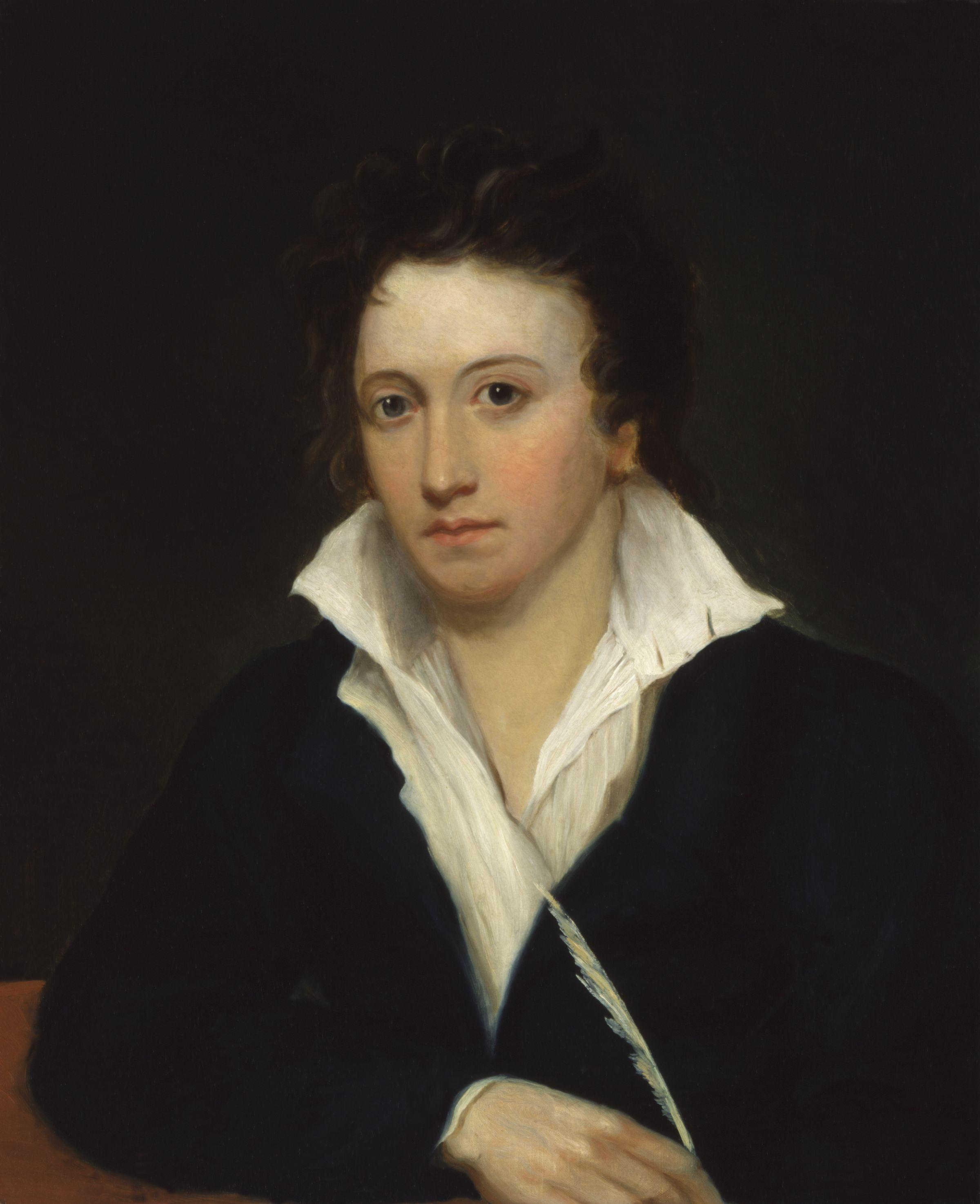
Shelley

De rika blir rikare och de fattiga blir fattigare är en välkänd aforism på författad av Percy Bysshe Shelley. I A Defence of Poetry (1821) påpekade Shelley att förespråkarna för utilitarism hade nyttjat uttrycket "Till den som har skall mer ges, och från den som inte har skall det lilla han har tas bort. De rika har blivit rikare och de fattiga har blivit fattigare, och statens skepp drivs mellan Scylla och Charybdis av anarki och despoti". [1] Det beskriver en positiv feedback-loop (en motsvarande negativ feedback-loop skulle t.ex. vara progressiv skatt).
"Till den som har" osv. är också en referens till Matteus 25:29 (talentparabeln, se även Matteuseffekten). Aforismen används ofta, med varierande formuleringar, som en kritik av kapitalism, som kritikerna hävdar bidrar till ökad ojämlikhet.